# Телефон екстреного зв'язку

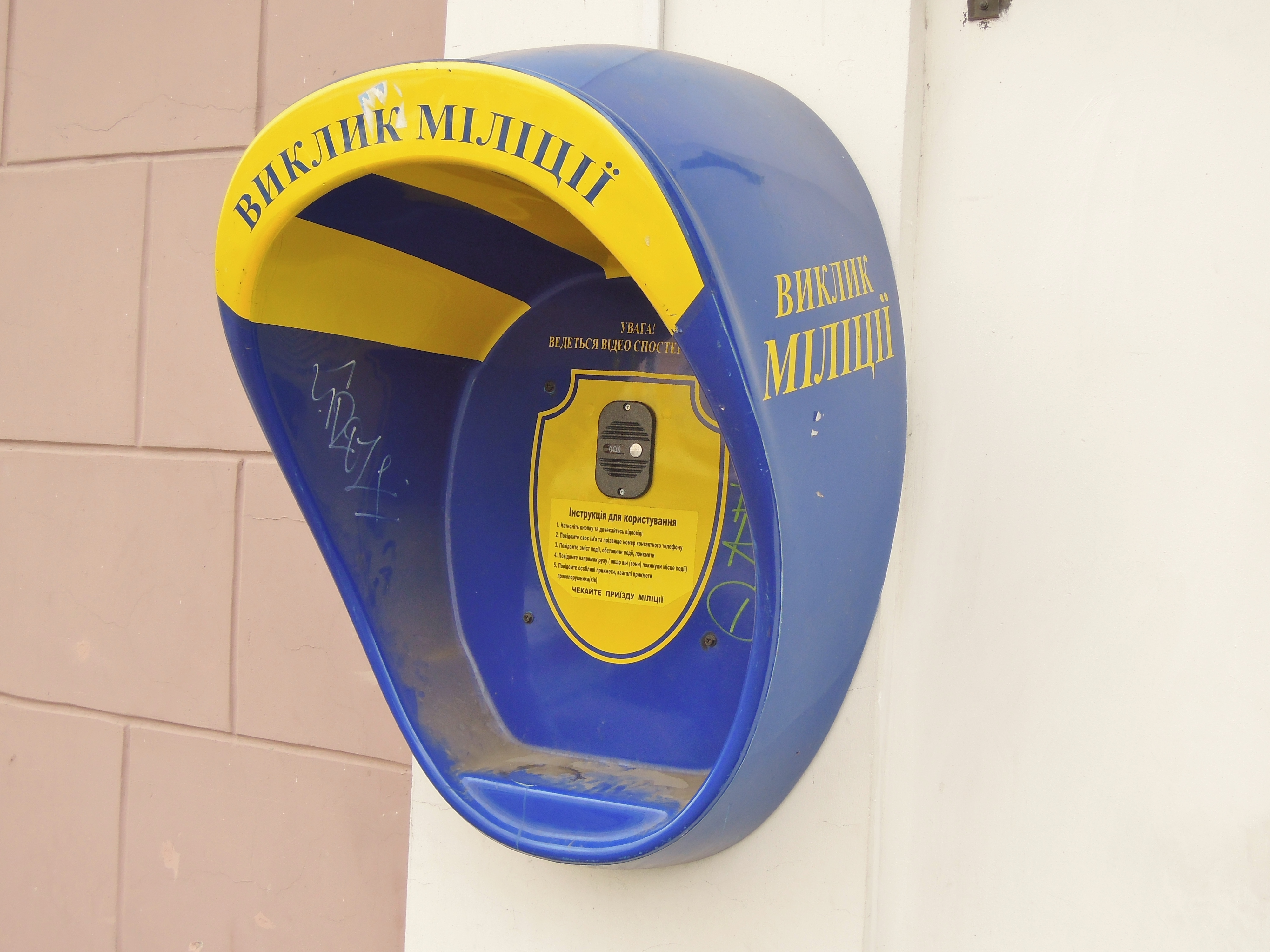
Вуличний телефон виклику поліції в Одесі

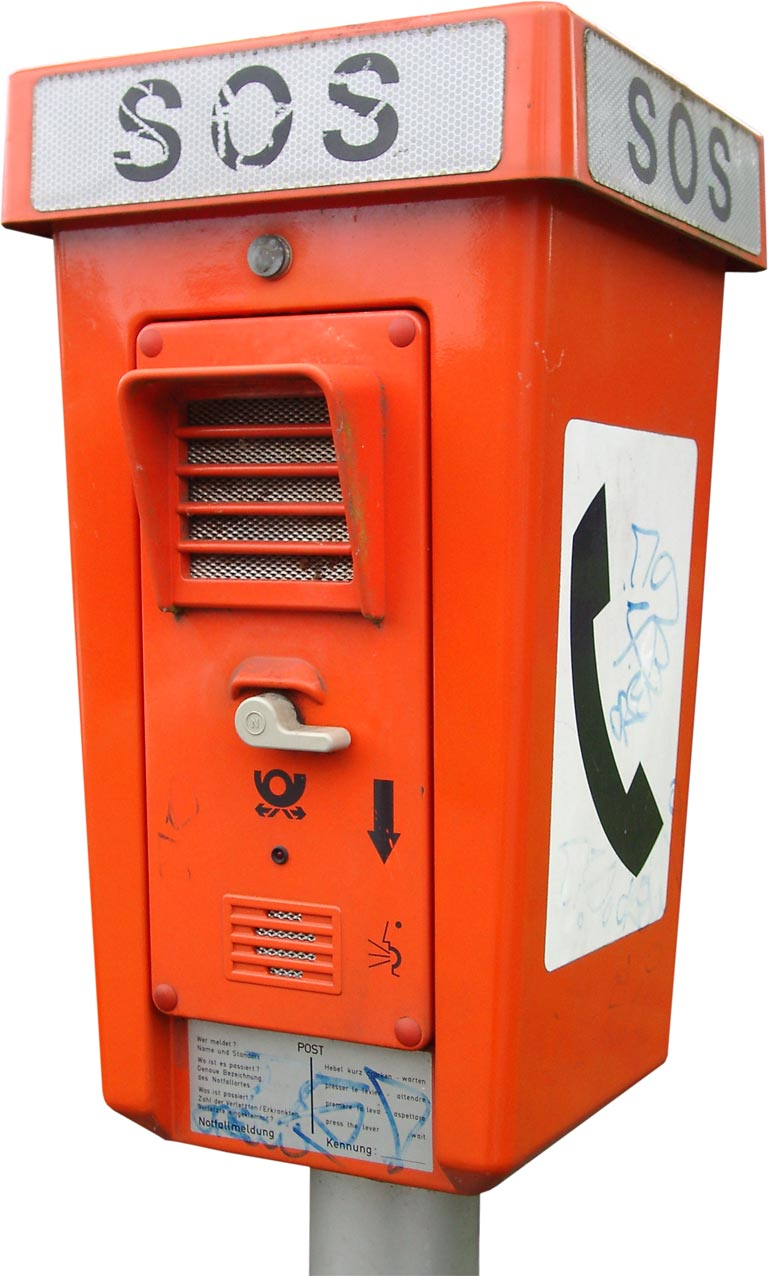
Телефон екстреної допомоги

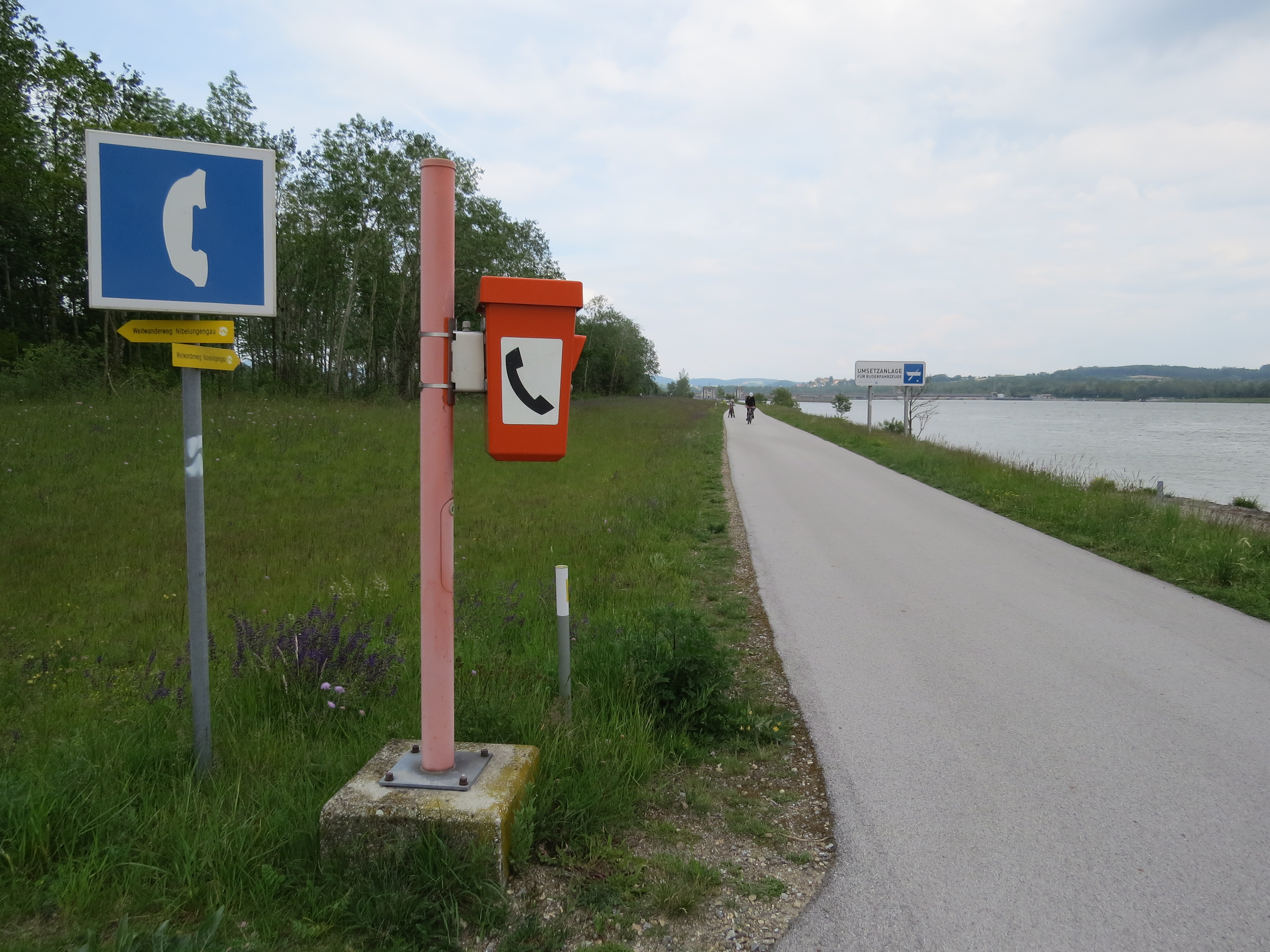
Телефон екстреного зв'язку на велосипедній доріжці в Еммерсдорфі на Дунаї, Австрія

Телефон екстреного зв'язку (англ. Emergency telephone) — це телефонний пристрій, який використовується для встановлення телефонного зв’язку з центром управління рятувальними службами в надзвичайних ситуаціях і для запиту допомоги. Зазвичай вони розташовані в центральних громадських місцях, у зелених зонах і парках, а також через рівні проміжки часу вздовж важливих шляхів сполучення. Крім того, телефони екстреної допомоги розташовані в місцях, де небезпечні ситуації можуть виникати частіше (наприклад, у ліфтах, тунелях або на пляжах).
Користуватися екстреним телефоном легко і безкоштовно. Для того, щоб телефон екстреної допомоги було добре видно здалеку, корпус має яскравий сигнальний колір і відповідний напис (наприклад, SOS або екстрений виклик). Однак колірна гамма в усьому світі відрізняється. Чіткі покажчики (включаючи інформацію про відстань, якщо необхідно) дозволяють тим, хто шукає допомоги, швидше знайти телефон екстреної допомоги.

## Історія
Хоча важко визначити, коли і де були розроблені найдавніші телефони екстреної допомоги на шосе, безсумнівно, одним із найперших прикладів були телефони на автострадах, розроблені в Західній Австралії в 1966 році. Цю систему розробив Алан Харман, співробітник охоронної фірми Західної Австралії., Central Station Security Company, Electronic Signals Pty Ltd, які придумали цю ідею після прочитання про нагромадження на автостраді Квінана. У газетній статті зазначалося, що було важко надати допомогу тим, хто причетний до навалу. Система, яку передбачав Харман, являла собою серію телефонних блоків у коробці на короткому стовпі, розташованому через кожні 160 метрів (0,1 милі) на автострадах Перта. Якщо підняти слухавку, у диспетчерському центрі магістральних доріг спрацює тривога, і тоді за абонентом можна буде визначити поліцію, пожежну службу чи швидку допомогу. Харман розробив систему зі схвалення комісара головних доріг і головного інженера, адаптувавши існуючу конструкцію комунікаційних засобів, що використовуються в охоронній фірмі, в якій він працював.
Телефони екстрених служб зазвичай знаходяться біля головних доріг у всьому світі. У Сполученому Королівстві на всіх автомагістралях, а також на деяких головних дорогах «А» кожні 1,6 кілометра розташовані помаранчеві телефонні скриньки «SOS», а придорожні маркери вказують на найближчий телефон. Телефони екстрених служб встановлювали кожні 0,25 милі (400 м) на всіх автомагістралях з обмеженим доступом («Фрістрас») по всій Південній Каліфорнії в Сполучених Штатах, починаючи з 1970-х років. У Мельбурні, Австралія, телефони екстреної допомоги були введені на міських автострадах у 1976 році, спочатку на автострадах Тулламарін, Південно-Східна та Нижня Ярра (Західні ворота). На італійських автомагістралях телефони екстреної допомоги «SOS», зазвичай пофарбовані в жовтий колір, розташовані через кожні 2 кілометри.
Оскільки використання мобільних телефонів продовжує зростати, потреба в телефонах екстрених служб зменшується, і в багатьох містах вони поступово припиняються. У Каліфорнії автострадні телефонні будки впали з 98 000 використань у 2001 році до 20 100 у 2010 році, або приблизно 1 дзвінок на будку на місяць. У 2011 році щорічне обслуговування автомагістралей для програми Служби автострад і швидкісних автострад в районі затоки Сан-Франциско становило 1,7 мільйона доларів США. Протягом 2010-х Каліфорнія видалила більшість своїх телефонних будок у містах і приміських районах, залишивши їх лише в районах з мінімальним прийомом стільникового зв’язку.